# Juan Albert Viloca
Juan Albert Viloca Puig (Barcellona, 17 gennaio 1973) è un ex tennista spagnolo.

## Carriera
In carriera ha raggiunto due finali nel singolare allo Swiss Open Gstaad nel 1997 e all'Abierto Mexicano Telcel nello stesso anno. Nei tornei del Grande Slam ha ottenuto il suo miglior risultato raggiungendo il secondo turno nel singolare all'Open di Francia nel 1997 e nel 1998 e a Wimbledon nel 1997.

## Statistiche

### Singolare

#### Finali perse (2)
| Numero | Anno            | Torneo                                     | Superficie  | Avversario in finale | Punteggio     |
| 1.     | 13 luglio 1997  | Swiss Open Gstaad, Gstaad                  | Terra rossa | Félix Mantilla       | 1-6, 4-6, 4-6 |
| 2.     | 26 ottobre 1997 | Abierto Mexicano Telcel, Città del Messico | Terra rossa | Francisco Clavet     | 4-6, 6-7      |